# Lamparilla (tejido)
La lamparilla es un tejido de lana. 
En el siglo XIX, se hacían lamparillas en Sajonia y en Berlín a imitación de las de Inglaterra. Reims fabricaba una especie de estameña inferior de hilo muy retorcido, que puesta con más cuenta y mejor texida, puede pasar por una verdadera lamparilla. 
Esta tela adquiere mucho lustre, además de que su principal hermosura depende de la finura del material y del hilado. Los hilos de que se compone deben ser los más iguales en el hilado, urdimbre y trama muy torcido uno y otro. Con todo la trama lo está algo menos que la urdimbre para que entre mejor; bastante fino, para que los pequeños cuadritos del tejido sean perfectos o que en uno mayor, entre un número igual de hilos de trama y de urdimbre y que estos hilos se empleen sencillos.
La lamparilla no necesita grano pues está destinada a recibir un aderezo lustroso pero cuando el hilado no está bien torcido, la humedad se introduce con más facilidad. Entonces por firme que esté lo estirado de la prensa, se pierde e insensiblemente la tela se vuelve blanda y el lustre desaparece. Si la urdimbre es doble, se pone más dura con los aderezos de la traína, resiste más al prensado y tira igualmente a destorcerse pero empleando urdimbres de hilo sencillo necesitan estar más torcidos que los que se destinan a doblar y aun mucho más torcidos que lo que se acostumbra hacer y así se vuelve indispensable el óvalo de retorcer, ya sea para la urdimbre, como para la trama de las lamparillas. 
Por lo regular se fabrica la lamparilla en blanco. El número de hilos de la urdimbre es de mil trescientos a mil cuatrocíenios; el material casi igual en urdimbre y trama aunque algo más fino para esta última. En las lamparillas superfinas se calcula el número de hilos por pulgada hasta sesenta, lo que hace mil seiscientos ochenta hilos en este ancho.